# U-12号潜艇 (1935年)
U-12号（德語：U 12）是纳粹德国战争海军建造的二十艘II-B型近岸潜艇（或称U艇）之一。它由基尔的日耳曼尼亚船厂承建，于1935年9月11日下水，至当月30日交付使用。第二次世界大战期间，该艇曾进行过两次巡逻作战，但未能取得任何战功。1939年10月5日
，U-12号在英吉利海峡失踪，推定为触雷沉没，艇内27名官兵全数阵亡。

## 设计
II级潜艇是从一战中德意志帝国海军的UB级和UF级近岸潜艇发展而来。其外观尺寸小，造价便宜且易于生产，在很短时间内便能造好。这款艇具在设计上吸收了为芬兰海军定制的欧洲水鼬号的优点，是非常出色的训练艇。但由于它们体积较小，在海面上容易剧烈颠簸，因此也被德国人戏称为“独木舟”（Einbaum）。尽管如此，一些II级艇在训练任务与战斗行动中表现相当出色，许多II级艇的衍生型号也相继被建造出来。
U-12号是一款用于近岸水域作战的II-B型单壳体潜艇。它可视作II-A型的加长版，附加的柴油舱增加了贮油量，航程也因此得到增加。其全长42.7米，舷宽4.08米，高8.6米，并有3.9米的吃水深度。水上和水下排水量则分别为279吨和328吨，惟官方提供的标准吨位为250吨。艇只采用两台曼海姆发动机厂（MWM）生产的六缸四冲程350匹公制馬力（260千瓦特）柴油机用于水面运行，以及两台各配备36个AFA蓄电池组的180匹公制馬力（130千瓦特）西门子-舒克特（SSW）电动发电机用于水下航行；水面最高航速12節（22每小時），水下7節（13每小時）；能够在水面以8節（15每小時）航速续航3,800海里（7,000），或以4節（7.4每小時）连续在水下航行43海里（80）而无需充电。它有两个轴和两副直径为0.85米的螺旋桨，具备在80－150米的深度运行的能力，紧急下潜需时30秒。
武器装备方面，U-12号在艇艏内置有三具管径为533毫米的鱼雷发射管，呈倒三角形布置，其中左舷一具、右舷一具、底部的中线上还有一具；它们合共配备5枚G7型鱼雷，或可携带最多12枚TMA水雷。此外，该艇还搭载有一门20毫米30式高射炮作为甲板炮。其标准船员编制为3名军官及22名水兵。

## 历史
1934年7月20日，海军造舰局正式将六艘II-B型潜艇（U-7至U-12号）的建造合同发包予基尔的日耳曼尼亚船厂。但由于违反了禁止德国拥有潜艇的《凡尔赛条约》条款，U-12号直至1935年5月20日才开始铺设龙骨，同年9月11日、即解除德国海军军备限制的《英德海军协定》生效后下水，至当月30日在首度担任艇长的海军中尉维尔纳·冯·施密特的指挥下交付使用。完成海试后，该艇被编入驻基尔的洛斯潜艇区舰队担任作战艇，后又作为储备艇服役至1939年8月，继而从1939年9月1日起成为前线艇。第二次世界大战爆发后，U-12号共进行过两次巡逻，但能取得任何战功。

### 作战巡逻
1939年8月25日，U-12号于凌晨4:30从威廉港启程执行首次作战巡逻，奉命前往北海观察航运情况。但由于船舶流量不大，他们一无所获，只能看到己方潜艇，遂于9月9日下午18:00返回威廉港。在这次波兰战役前后为期十六天的行动中没有舰船被击沉或击伤。
U-12号的第二次巡逻是奉命前往英吉利海峡打击从英国到法国的跨海峡运兵船活动，但它于1939年9月23日离开威廉港后便失去了联系。据信该艇可能于10月5日在多佛尔附近的51°10′N 1°30′E / 51.167°N 1.500°E，即编号为AN-7994号海军网格处触雷沉没。沉没的确切位置尚不清楚，因为艇内的27名官兵全数阵亡。10月8日，时任艇长、海军上尉迪特里希·冯德罗普的遗体被冲上法国敦刻尔克附近海岸。经检查发现他已经在海中漂浮了大约三天。因此，该艇的沉没日期被推定为10月5日。
作为在二战期间沉没的第一艘德国U艇，德国政府于2002年7月提名U-12号残骸根据《1986年军事遗骸法案》指定为受保护地点，由此代表二战中的所有德国U艇，并于同年9月20日获得通过。受保护地点为从北纬51.25392°、东经00.9172°至北纬57.41244°、西经05.310°的100米范围内区域。这意味着如果它被发现，潜水员可以从外部进行观测，但禁止进入或采集纪念品。